# Las Herencias
Las Herencias è un comune spagnolo di 709 abitanti situato nella comunità autonoma di Castiglia-La Mancia.